# 胡铮
胡铮（1915年—2003年9月29日），男，云南顺宁人，中国眼科学家，曾任北京协和医院眼科主任、教授、博士生导师。